# Turmalina (álbum)
Turmalina es el tercer y último álbum de estudio de la actriz y cantante uruguaya Natalia Oreiro. Fue editado en 2002 y su producción estuvo a cargo de Kike Santander. Este álbum pertenece es derivada de la telecomedia Kachorra.

## Producción
Turmalina fue producido por el productor musical colombiano Kike Santander, después de que Oreiro se hubiera alejado de sus antiguos productores. Fue grabado en Estados Unidos en medio de la gira mundial de la artista. A su vez el cantante colombiano Juanes colaboró como Ingeniero de Sonido durante la grabación del disco.

## Álbum
Este disco es una combinación de ritmos como el rock, el pop y una especie de reminiscencia de los años 70 y sonidos de los 80. También combina murga, candombe y baladas. Todo seguido con atención por la guitarra y los arreglos de percusión del músico uruguayo Jaime Roos.
En este disco, Oreiro participó como compositora en los temas: «Alas de libertad», «Mar» y «Cayendo».

### Tema por tema
- No soporto: tiene una base de rock con bajo y batería y cuya letra exige a un muchacho que se retire.
- Que digan lo que quieran: escrito por Kike Santander, de estilo bailable.
- Amor fatal: tema más melódico aunque presenta un solo de guitarra eléctrica.
- Alas de libertad: escrito por Oreiro, está inspirado en unos chicos que conoció en Jujuy.
- Canto canto: el músico uruguayo Jaime Roos participó en los arreglos adicionales.
- Cayendo: escrito por Oreiro, cercano al género rock con guitarras, bajo y batería.
- Por verte otra vez: una balada sobre una chica seducida y abandonada.
- Cuesta arriba, cuesta abajo: primer sencillo del álbum y la canción principal de la telenovela Kachorra. Presenta tambores de candombe y la voz de Fredy Bessio, referente de los carnavales uruguayos. En el 2006 el tema fue adaptado al idioma portugués para tema principal de la serie portuguesa Doce Fugitiva, versión local de Kachorra, siendo interpretado por Rita Pereira, aunque este solo conserva la música original ya que la letra es completamente distinta.
- No va más: de estilo bailable con coros y guitarras
- Pasión celeste: con la voz de Jaime Roos, presenta bombos y platillos de murga. Su letra habla de las cosas típicas de Uruguay: los tambores, el fútbol y la murga. Durante el Mundial de 2002 fue el himno oficial de la selección uruguaya.
- Mar: escrito por Oreiro, trata la historia de un amor trágico entre un marinero y su enamorada.

## Lanzamiento
El álbum tuvo un lanzamiento simultáneo en Argentina, Chile, Uruguay, República Checa, Rusia, Hungría, Grecia, Rumania, Israel y Corea. En Argentina fue lanzado el 1 de junio de 2002 por el sello BMG Ariola Argentina, mientras que en República Checa fue lanzado el 13 de octubre por el sello BMG República Checa. Alcanzando #1 en países como Argentina y República Checa, vendiendo cerca de 200.000 copias en Argentina, 50.000 copias en España, 150.000 copias en Europa.
El primer sencillo fue "Cuesta arriba, Cuesta abajo” que se convirtió en el tema de apertura de la telenovela Kachorra. Simultáneamente se lanzó el tema “Que digan lo que quieran”, con su respectivo videoclip.
El video musical de "Que digan lo que quieran", fue dirigido por el director argentino Nahuel Lerena. La idea nace del cómic del disco cuyo personaje principal es "Turmalina", una superheroína que viene de un planeta de los confines del mundo llamado Turma que se destruyó a causa de un desastre ecológico. Un fragmento de Turma cae en un lugar del Río de la Plata y así nace Turmalina, cuya misión es que a la Tierra no le pase lo mismo que a su planeta. Fue filmado con tecnología digital en la ciudad de Buenos Aires; en el rodaje participaron 60 personas. El argentino David Bisbano fue el encargado del diseño y la construcción de maquetas, y hubo un trabajo de cerca de 2 meses de posproducción.

## Lista de canciones
| N.º   | Título                        | Escritor(es)                                               | Producción                       | Duración |  |
| 1.    | «No soporto»                  | Andrés Múnera y Fernando "Toby" Tobón                      | Kike Santander, Múnera y Tobón   | 3:27     |  |
| 2.    | «Que digan lo que quieran»    | K. Santander                                               | K. Santander, Múnera y Tobón     | 3:55     |  |
| 3.    | «Amor fatal»                  | José Luis Arroyave y Giovani Correa                        | K. Santander, Múnera y Tobón     | 3:07     |  |
| 4.    | «Alas de libertad»            | Letras: Natalia Oreiro Música: Oreiro y Marcelo Wengrovsky | K. Santander y Daniel Betancourt | 4:12     |  |
| 5.    | «Canto canto»                 | K. Santander, Gustavo Santander y Arroyave                 | K. Santander, Múnera y Tobón     | 3:08     |  |
| 6.    | «Cayendo»                     | Letras: Oreiro Música: José Gaviria, Múnera y Tobón        | K. Santander, Múnera y Tobón     | 3:08     |  |
| 7.    | «Por verte otra vez»          | K. Santander                                               | K. Santander, Múnera y Tobón     | 3:27     |  |
| 8.    | «Cuesta arriba, cuesta abajo» | Coti Sorokin y Matías Sorokin                              | K. Santander, Múnera y Tobón     | 3:41     |  |
| 9.    | «No va más»                   | Tulio Cremisini, K. Santander y G. Santander               | K. Santander, Múnera y Tobón     | 3:14     |  |
| 10.   | «Pasión celeste»              | Jaime Roos y Raúl Castro                                   | Roos                             | 3:39     |  |
| 11.   | «Mar»                         | Oreiro                                                     | K. Santander, Múnera y Tobón     | 4:30     |  |
| 39:34 |                               |                                                            |                                  |          |  |

| Pista extra de la edición Kachorra |                                            |               |          |  |
| N.º                                | Título                                     | Director      | Duración |  |
| 12.                                | «Que digan lo que quieran» (Vídeo musical) | Nahuel Lerena | 4:52     |  |

## Sencillos
1. "Cuesta Arriba, Cuesta Abajo" (2002)
2. "Que Digan Lo Que Quieran" (2002)
3. "Por Verte Otra Vez" (2003)

## Posiciones
| Año  | Sencillo                    | Posición | Posición  | Posición | Posición        | Posición | Posición |
| Año  | Sencillo                    | Polonia  | Argentina | Rusia    | República Checa | España   |          |
| ---- | --------------------------- | -------- | --------- | -------- | --------------- | -------- | -------- |
| 2002 | Cuesta Arriba, Cuesta Abajo | #17      | #19       | #1       | #11             | #15      |          |
| 2002 | Que Digan Lo Que Quieran    | #2       | #1        | #1       | #5              | #5       |          |

## Listados y certificaciones
| América              |                          |    |         |         |
| Argentina            | Top Albums               | 1  | Platino | 200.000 |
| Chile                | Top 100 Albums           | 1  | Oro     | 40.000  |
| Uruguay              | Cudisco                  | 1  | Oro     | 40.000  |
| Bulgaria             | Top Albums               | 16 | -       | 1,000   |
| Bosnia y Herzegovina | Ultratop (Flanders)      | 16 | -       | 3.000   |
| Chipre               | Albums Chart             | 14 | Oro     | 5.000   |
| Eslovaquia           | EFPI                     | 27 | -       | 3.000   |
| España               | Top 100 Álbumes          | 4  |         | 5.000   |
| Eslovenia            | Top Albums               | 10 | -       | 3.000   |
| Grecia               | Top Albums               | 9  | -       | 5.000   |
| Hungría              | Hungary Top Albums       | 6  | -       | 10,000  |
| Italia               | Italian Albums Chart     | 8  | -       | 3.000   |
| Israel               | Top Albums               | 1  | Platino | 100.000 |
| Kazajistán           | Top Albums               | 17 | -       | 1.000   |
| Lituania             | Top Albums               | 19 | -       | 3.000   |
| Macedonia            | Top Albums               | 12 | -       | 1.000   |
| Polonia              | OLIS Poland Albums Chart | 3  | Platino | 100,000 |
| Portugal             | Top 50 Albums            | 1  | -       | 1.000   |
| República Checa      | Top Albums               | 13 | Oro     | 50.000  |
| Rusia                | Russian Albums Chart     | 3  | Oro     | 40.000  |
| Rumania              | Rumanian Top 20 Albums   | 19 | -       | 3.000   |
| Turquía              | Top Albums               | 2  | -       | 10.000  |
| Ucrania              | Top Albums               | 19 | -       | 5.000   |